# Zampaglione (cognome)
Zampaglione è un cognome di lingua italiana.

## Varianti
Zampaglioni.

## Origine e diffusione
Cognome tipicamente meridionale, è presente prevalentemente in Calabria e Sicilia.
Potrebbe derivare dal termine calabrese zampagliune, "zanzara", con il significato di "molesto".

## Persone
- Federico Zampaglione – cantautore, regista e sceneggiatore italiano
- Francesco Zampaglione – cantautore e compositore italiano
- Fortunato Zampaglione – cantautore, produttore discografico, paroliere e compositore italiano